# Lothar Neumann (Architekt)

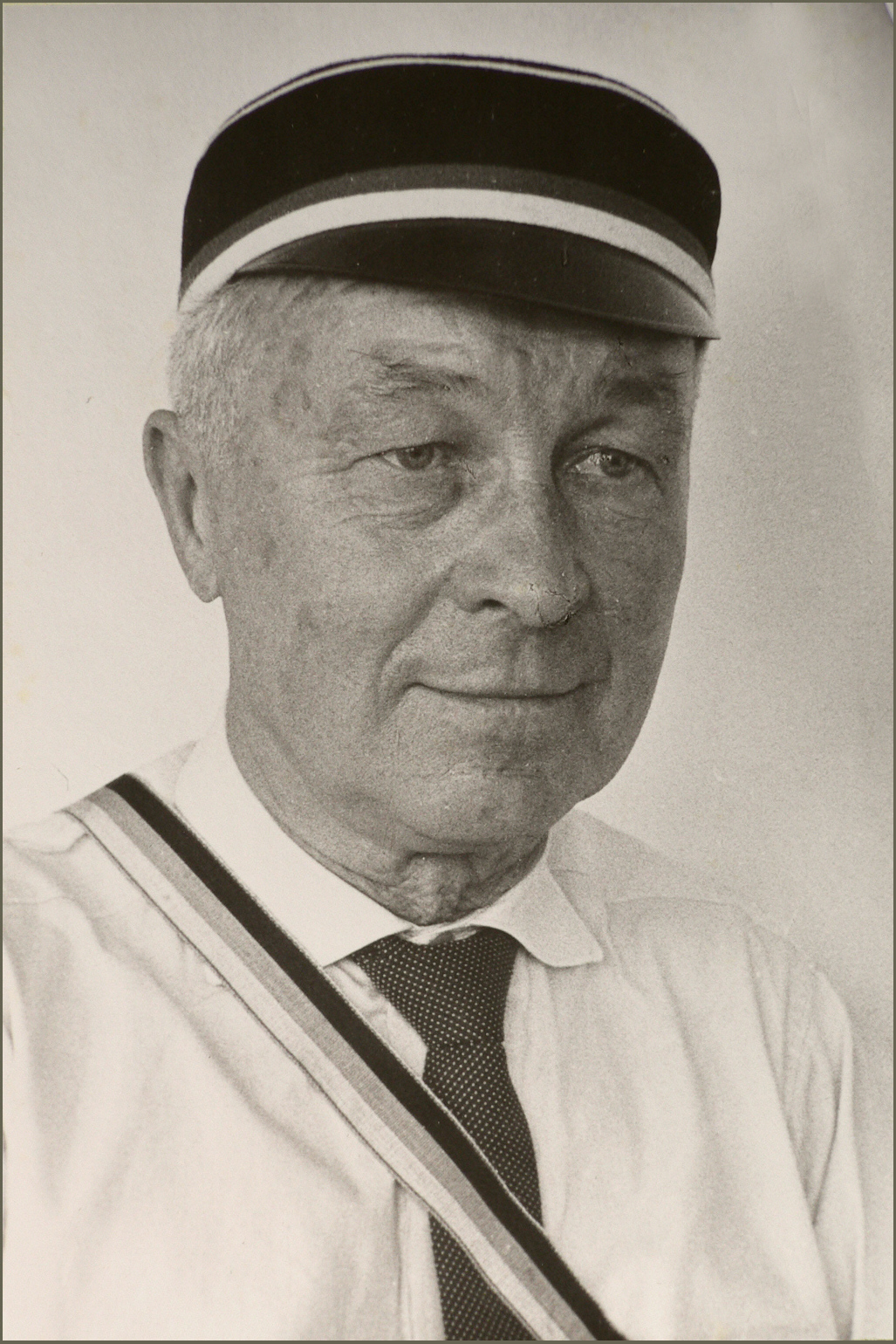
Lothar Neumann mit den Farben des Corps Borussia Breslau, 1959

Lothar Neumann (* 6. März 1891 in Leobschütz; Oberschlesien; † 24. Juli 1963 in Hannover) war ein deutscher Architekt und Post-Baubeamter. Bekannt wurde er mit seinem Entwurf des Postscheckamts Breslau.

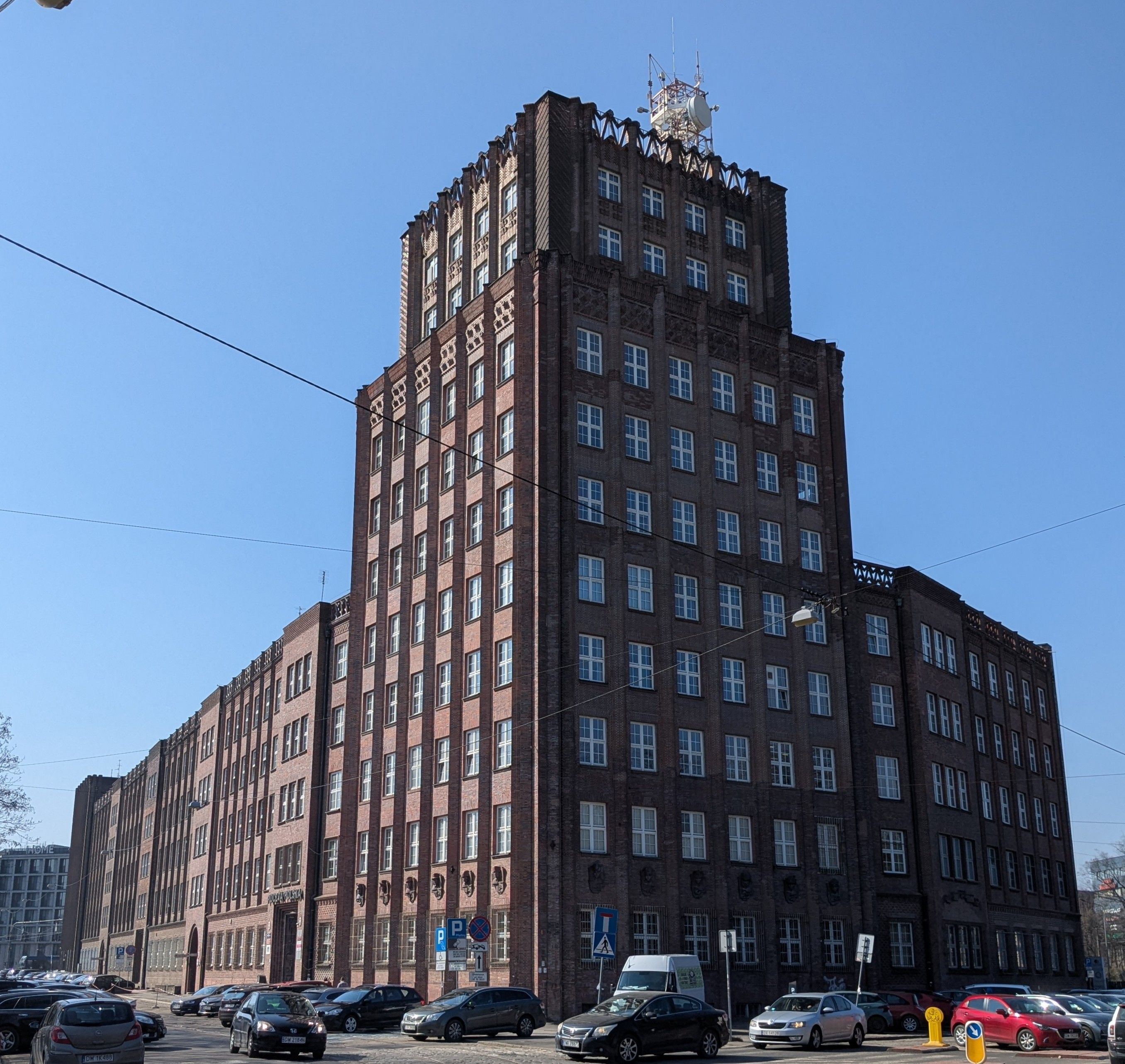
Gesamtansicht ehem. Postscheckamt Breslau

## Leben
Neumanns Vater war königlicher Kreisarzt und Medizinalrat in Leobschütz. Nach dem Abitur am humanistischen Gymnasium seiner Heimatstadt studierte Lothar Neumann zunächst an der Schlesischen Friedrich-Wilhelms-Universität Medizin. 1910 wurde er auf Empfehlung des Landrats Fritz Ißmer Mitglied im Corps Borussia Breslau, wo er zusammen mit Lothar Scheche aktiv war. Er focht als Student elf Mensuren mit Glockenschläger und einmal mit schwerem Säbel. Neumann war ein begeisterter, lebensfroher Corpsstudent von bester Kameradschaftlichkeit, Aufrichtigkeit und unbedingter Zuverlässigkeit. Sein ausgelassenes Wesen musste er einmal mit einer von der Universität gegen ihn verhängten Disziplinarstrafe von zwei Tagen im Karzer büßen. Seine Entlassung glich einer wahren Triumphfahrt durch die Stadt.
Nach zwei Semestern gab Neumann das Medizinstudium auf. Er folgte seiner eigentlichen Neigung und studierte Architektur an der Technischen Hochschule Breslau, an der Technischen Hochschule Danzig und an der Technischen Hochschule München. Am 2. August 1914 meldete er sich als Kriegsfreiwilliger beim Husaren-Regiment „Graf Goetzen“ (2. Schlesisches) Nr. 6. Nach einer kurzen Ausbildungszeit kam Neumann Mitte September 1914 nach Frankreich zum aktiven Regiment an der Westfront. Im November zog er mit diesem im Verband der 5. Kavallerie-Division an die Ostfront in Polen, Ungarn und der Bukowina. Als Unteroffizier, ausgezeichnet mit dem Eisernen Kreuz II. Klasse, geriet er im Mai 1915 in russische Kriegsgefangenschaft. Im Februar 1918 entkam er auf abenteuerliche Weise.

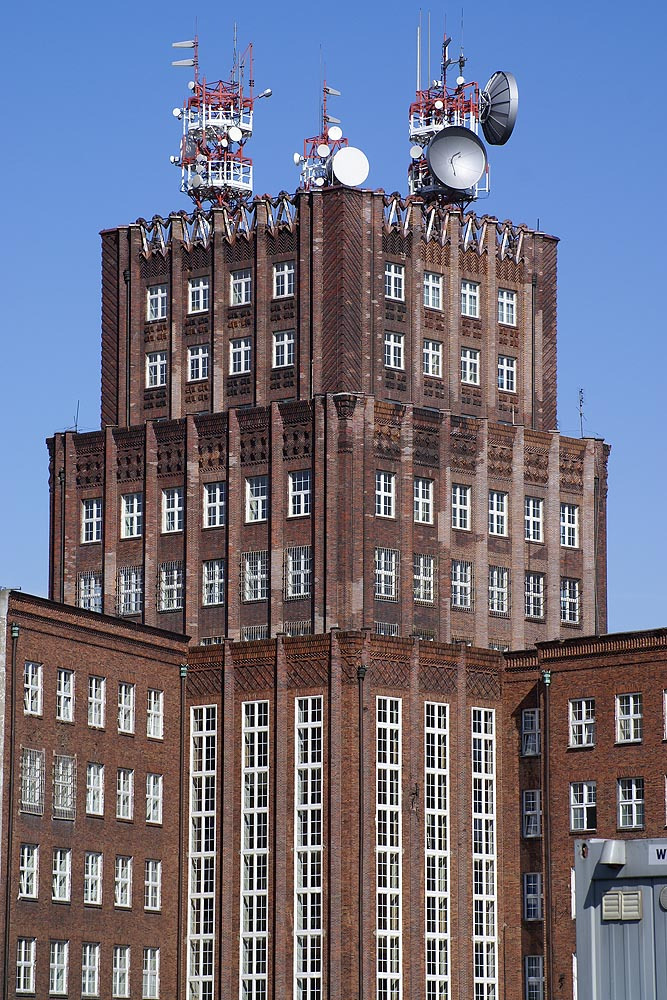
Postscheckamt Breslau, „Hochhaus“-Ecktrakt

Im Herbst des Jahres 1918 bestand er die Diplom-Hauptprüfung in München mit „gut“. Er war als Regierungsbauführer (Referendar) in Würzburg tätig und beendete seinen Vorbereitungsdienst 1922 mit dem 2. Staatsexamen in München und der anschließenden Ernennung zum Regierungsbaumeister (Assessor). Nach einer vorübergehenden selbständigen Berufsausübung in Würzburg und Berlin bekam er 1925 eine Stelle in der Bauverwaltung der Deutschen Reichspost im Bezirk der Oberpostdirektion Breslau. Dort wirkte er 20 Jahre lang und stieg bis zum Oberpostbaurat auf.
Lothar Neumann war in erster Ehe verheiratet mit Hildegard geb. Strecker, einer Tochter von Karl Strecker. Mit ihr hatte er einen Sohn namens Volker. Nach Hildegard Neumanns Tod heiratete er in zweiter Ehe Dorothea geb. Wünsch. Dieser Ehe entstammte die Tochter Ulrike. Neumann war ein Schwager von Eberhard Buchwald.

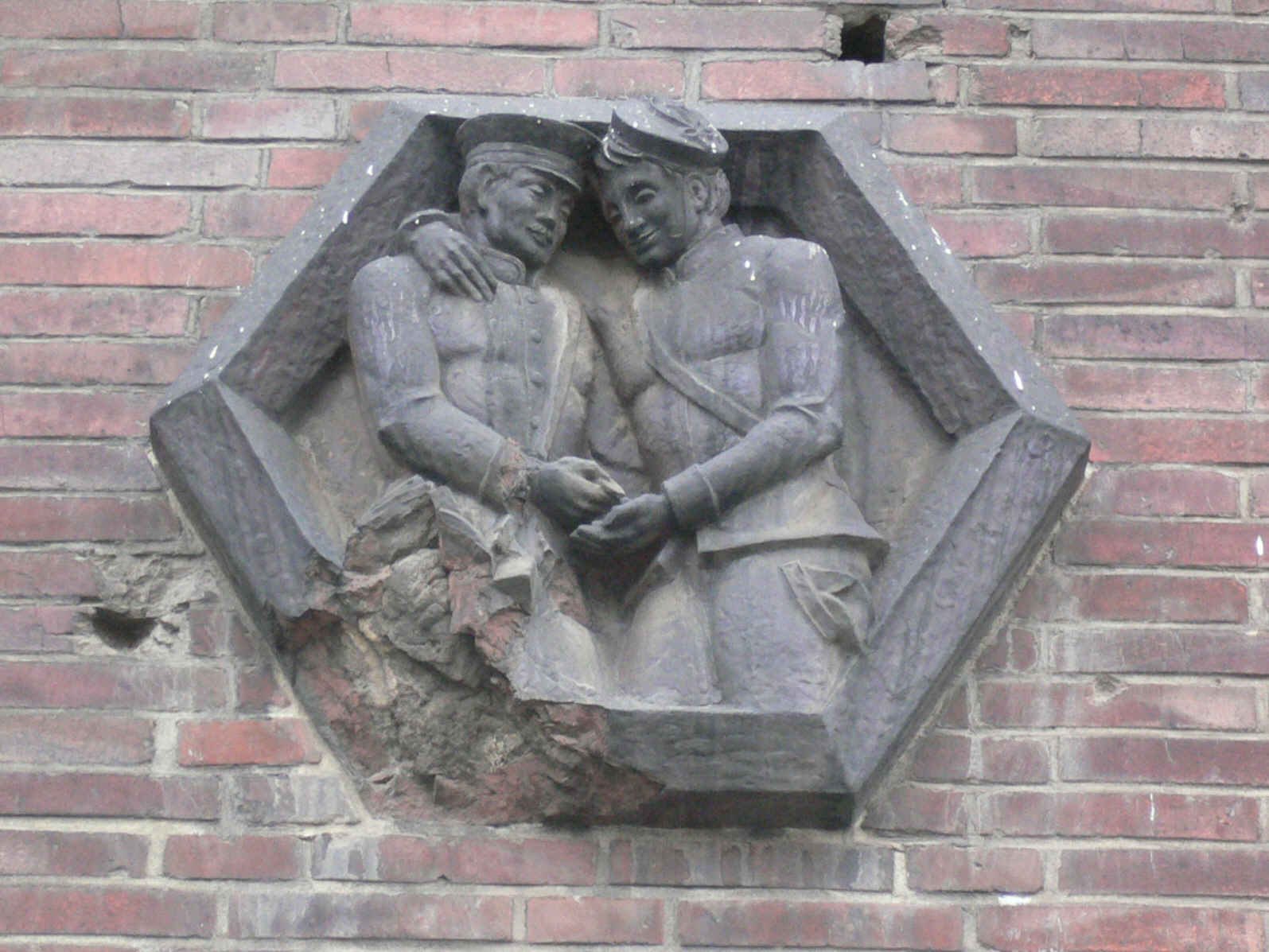
Medaillon am Postscheckamt Breslau, Südfassade, Student mit Zirkel der Borussia Breslau auf der Mütze

## Werk
Neumanns wohl bedeutendstes Bauprojekt war der 1927–1929 ausgeführte Neubau für das Postscheckamt Breslau im Stil des Backsteinexpressionismus. Neumann entwarf als 34-Jähriger das Gebäude und war auch der bauleitende Architekt. Zum Gebäude des Postscheckamts gehört ein turmartig aufragender, in der Höhe gestaffelter Ecktrakt, der den Zeitgenossen als erstes Hochhaus Europas östlich von Berlin galt. Neumanns in rotem Klinker gehaltene Fassade wurde mit Bauplastik des Bildhauers Felix Kupsch dekoriert, unter anderem mit 20 Medaillons aus Eisenklinker. In einem Medaillon bewies Neumann die Verbundenheit mit seinem Corps: Ein Student mit Band, Mütze und Zirkel der Borussia Breslau erhält vom Geldbriefträger den väterlichen Monatswechsel.
Während des Zweiten Weltkriegs übte Neumann neben seiner hauptamtlichen Tätigkeit einen Lehrauftrag für das Fach Bauformenlehre an der Fakultät für Bauwesen der Technischen Hochschule Breslau aus, bis er im Februar 1945 noch einmal Soldat werden musste. In der Nachkriegszeit kam er 1949 nach Hannover. Bei der Oberpostdirektion Hannover fand er Wiederverwendung als Oberbaurat.